# NGC 4448
NGC 4448 (другие обозначения — UGC 7591, MCG 5-29-89, ZWG 158.113, ZWG 159.2, IRAS12257+2853, PGC 40988) — спиральная галактика с перемычкой (SBab) в созвездии Волос Вероники.
В галактике не обнаружено нейтрального атомарного водорода вне плоскости диска галактики. Темп звездообразования в ней низок и составляет 0,056 M⊙/год. Галактика является изолированной и вращается регулярным образом.
Этот объект входит в число перечисленных в оригинальной редакции «Нового общего каталога».